# Campylocentrum microphyllum
Campylocentrum microphyllum är en orkidéart som beskrevs av Oakes Ames och Donovan Stewart Correll. Campylocentrum microphyllum ingår i släktet Campylocentrum och familjen orkidéer. Inga underarter finns listade i Catalogue of Life.